# Surréservation
 (janvier 2010).
Si vous disposez d'ouvrages ou d'articles de référence ou si vous connaissez des sites web de qualité traitant du thème abordé ici, merci de compléter l'article en donnant les références utiles à sa vérifiabilité et en les liant à la section « Notes et références ».
La surréservation ((en) overbooking) ou surbooking (faux anglicisme) est une pratique commerciale qui consiste à vendre en réservation un nombre de places (de transport, de spectacle, d'hébergement) supérieur à la quantité réellement disponible. Cette technique est majoritairement utilisée par les grandes compagnies de transport aérien ou de chemins de fer, ainsi que dans le secteur hôtelier.
Ces compagnies prennent en compte le fait que, très souvent, un certain nombre de places ne sont pas occupées. Cela leur permet donc de prendre en charge les consommateurs initialement en surnombre. Elles peuvent ainsi dégager des revenus plus importants, à capacité identique.
Des indemnités de dédommagement sont prévues pour les clients que cette pratique prive de place, en particulier dans le domaine aérien, mais aussi ferroviaire.
Bien que strictement encadrée (en particulier par le règlement CE 261/2004), la surréservation n'est à ce jour pas jugée illégale par l'Union Européenne.

## Sources